# Aeroportul Greene County
Aeroportul Greene County (IATA: WAY, ICAO: KWAY, FAA LID: WAY) este un aeroport din Pennsylvania, Statele Unite ale Americii ce deservește zona Comitatul Greene, Pennsylvania. A fost numit după zona deservită.
Situat la o altitudine de 326 m, aeroportul dispune de 1 pistă.

## Infrastructură

### Piste
Aeroportul dispune de o singură pistă. Pista 09/27 are suprafața de asfalt și dimensiunile 3.500 picioare × 75 picioare. 